# Caversham, Western Australia
Caversham är en del av en befolkad plats i Australien. Den ligger i kommunen Swan och delstaten Western Australia, omkring 13 kilometer nordost om delstatshuvudstaden Perth.
Runt Caversham är det ganska tätbefolkat, med 111 invånare per kvadratkilometer.. Närmaste större samhälle är Perth, omkring 13 kilometer sydväst om Caversham.
Trakten runt Caversham består till största delen av jordbruksmark. Genomsnittlig årsnederbörd är 763 millimeter. Den regnigaste månaden är juli, med i genomsnitt 131 mm nederbörd, och den torraste är december, med 14 mm nederbörd.